# میرا (ترکیه)
میرا (به ترکی استانبولی: Myra) یک منطقهٔ مسکونی باستانی در ترکیه است که در دمره واقع شده‌است و الان خالی از سکنه و مخروبه است